# 北岡耕二
北岡 耕二（きたおか こうじ、1935年 - ）は、日本の小説家。兵庫県神戸市出身、一橋大学社会学部卒業。電通を定年退職。

## 略歴
- 2002年、「わたしの好きなハンバーガー」で第94回文學界新人賞受賞[要出典]。

## 作品リスト
- 「わたしの好きなハンバーガー」（『文學界』2002年6月号）
- 「老いたる蜂」（『文學界』2003年11月号）